# قاعدة حتسريم الجوية
قاعدة حتسريم الجوية (بالعبرية: בָּסִיס חֵיל-הַאֲוִויר חֲצֵרִים) (بالإنجليزية: Hatzerim Israeli Air Force Base)‏ هو مطار عسكري وقاعدة عسكرية جوية تابعة لسلاح الجو الإسرائيلي، تقع في بئر السبع، بالقرب من  كيبوتس حتسريم [الإنجليزية]. تم إنشاء القاعدة في أوائل الستينيات وأعلن تشغيلها في 3 أكتوبر 1966. يوجد في حتسيريم متحف القوات الجوية الإسرائيلية، وبها أكاديمية الطيران التابعة لسلاح الجو الإسرائيلي في حتسيريم منذ أبريل 1966. وقد تم بناء القاعدة بأمر من قائد القوات الجوية الإسرائيلية، عيزر وايزمان، وصممها المهندس المعماري يتسحاق مور. وكان القائد الأول للقاعدة يوسف الون.

## صور

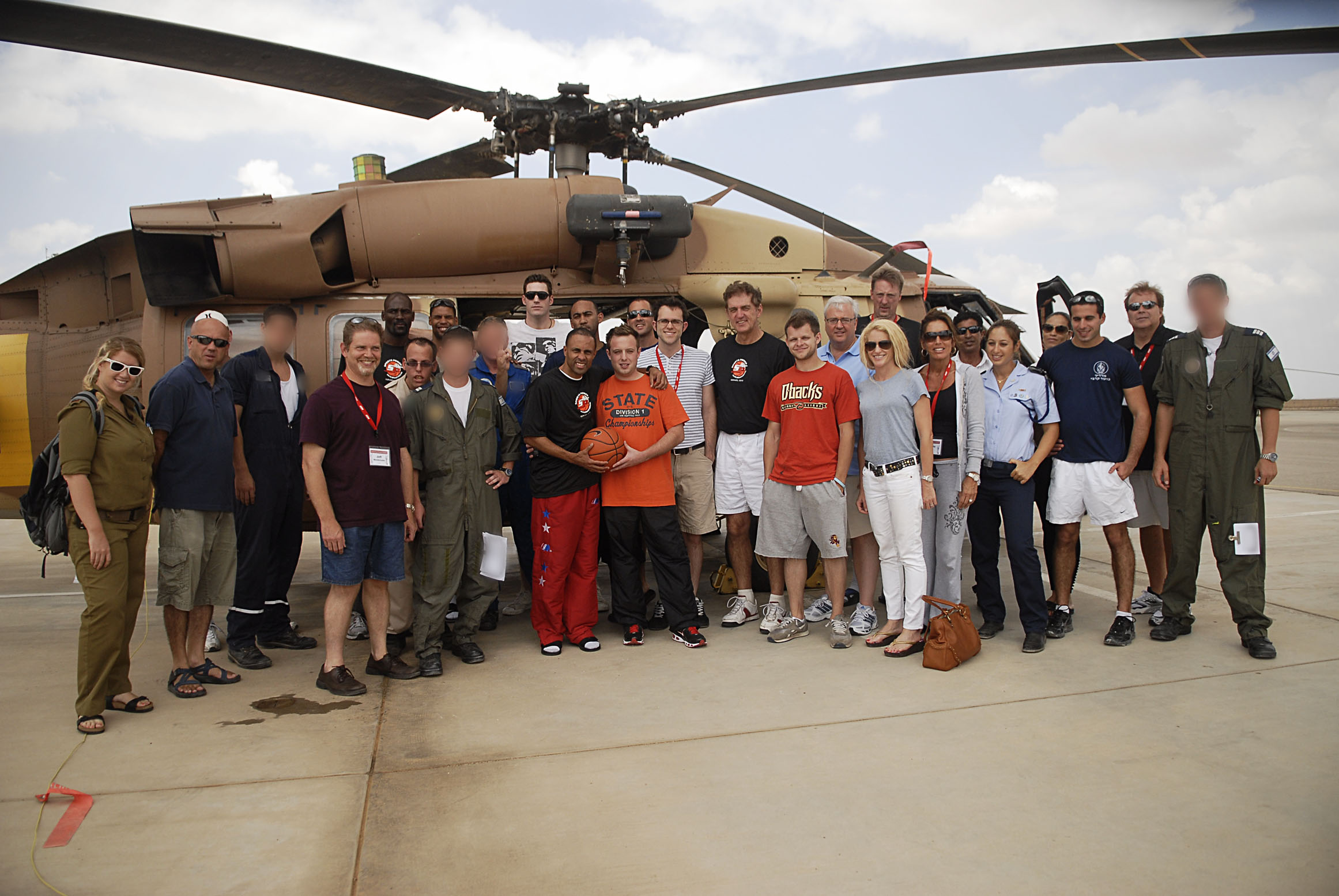
لاعبو كرة سلة أمريكيون من الرابطة الوطنية لكرة السلة يزورون القاعدة، 2013
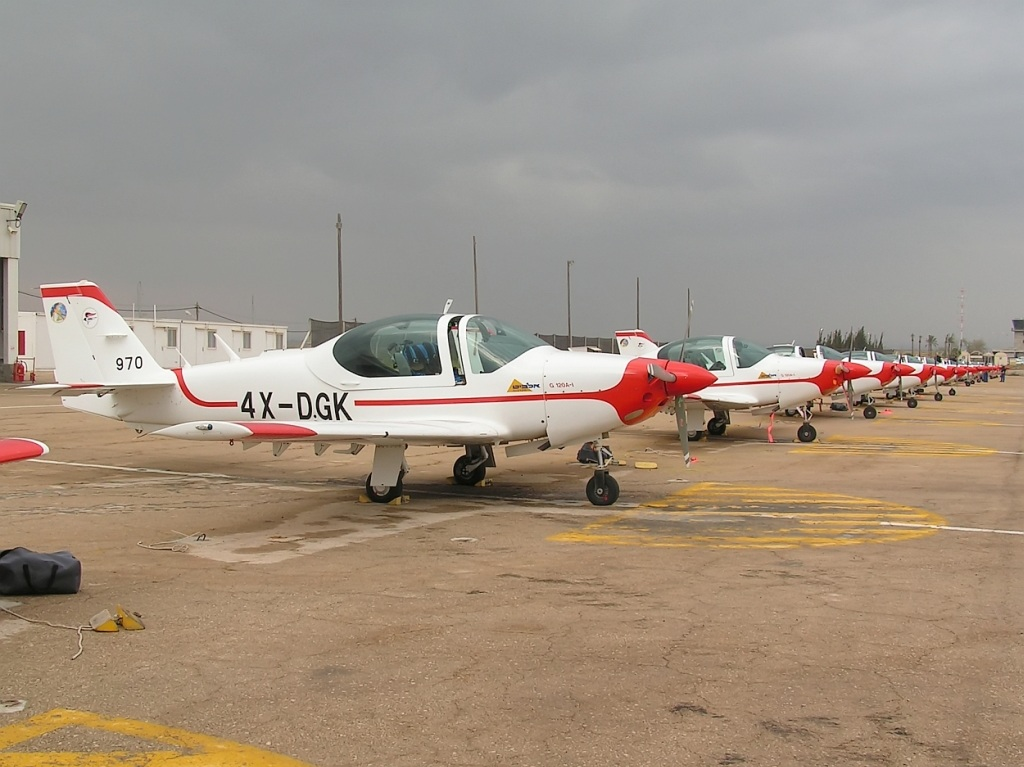
طائرات تدريب في القاعدة من نوع 4X-DGK، 2005
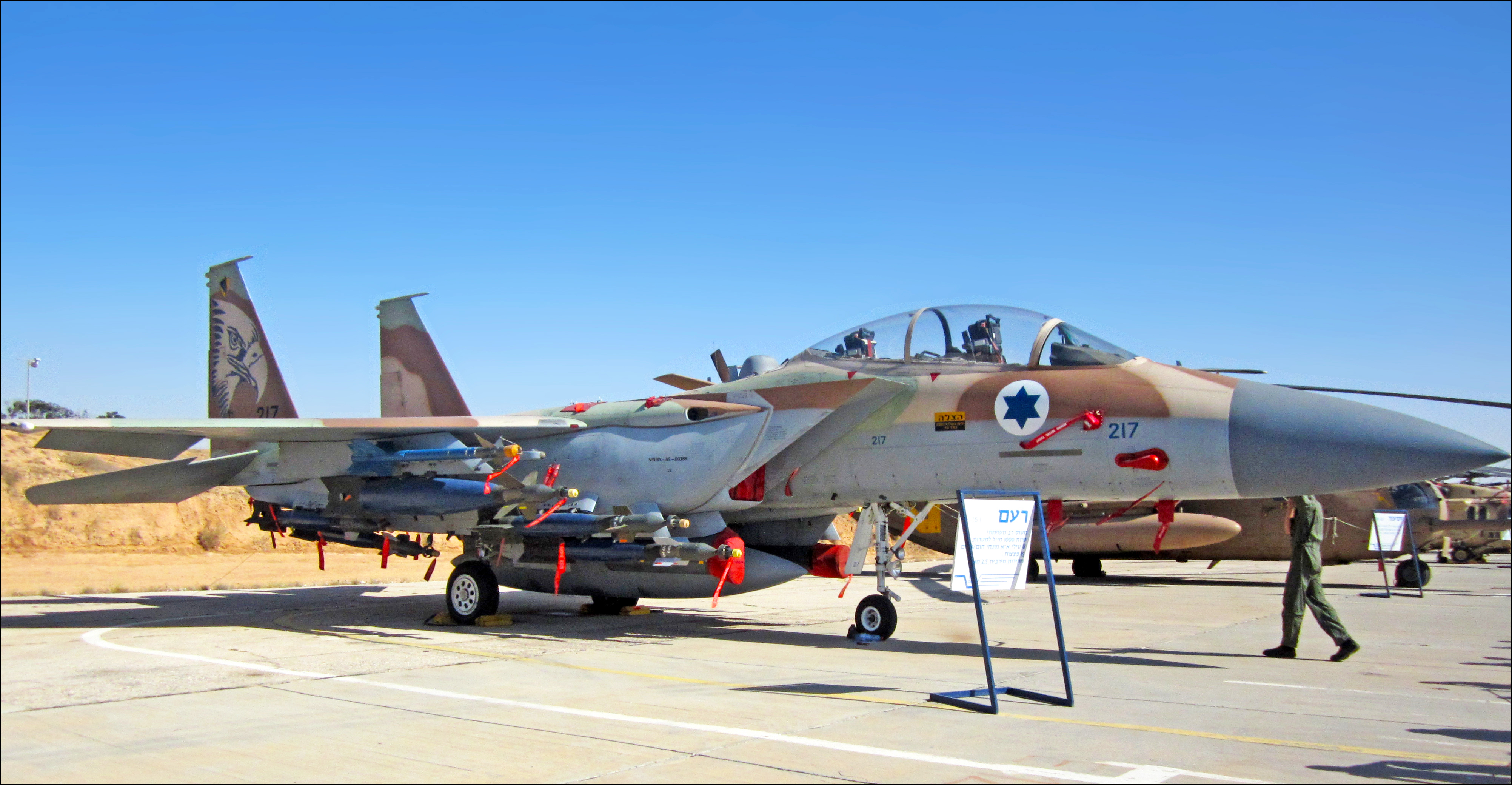
طائرة مقاتلة من نوع إف15 في القاعدة ، 2013